# Wapen van Lede en Oudewaard

Het wapen van de heerlijkheid Lede en Oudewaard.

Het wapen van de heerlijkheid Lede en Oudewaard werd op 7 april 1819 bij besluit van de Hoge Raad van Adel aan de heerlijkheid Lede en Oudeweerd verleend.
Het wapen werd ook gevoerd door de gelijknamige Nederlandse gemeente, die in 1822 opgegaan is in Kesteren.

## Blazoenering
De blazoenering luidt als volgt:
Een veld, beladen met een rood-bonte koe en een boom, daarvoor een water, waarop is zwemmende een witte zwaan.
NB: het wapen is getekend in de natuurlijke kleuren.

## Symboliek
De koe zou Sint-Brigida zijn (volgens de verklaring van de koe in het wapen van Bavel), die in Nederland de beschermheilige is van het vee. Ze zou door de christenen zijn overgenomen van de Keltische Godin Brigit. De koe is ook het symbool voor de grote moeder, gezien haar horens verwijzen naar de vruchtbaarheid.
De zwaan symboliseerd de verbondenheid met de van Arkels en de heren van Kleef. Volgens een andere bron stelt de zwaan de Romeinse god Jupiter voor die zich in een zwaan veranderde, zodat hij op vrijersvoeten naar de godin Leda kon gaan.
De boom duidt op een oude rechtsplaats. In de oude tijden werd er onder een boom recht gesproken. Bij het oude Friese volk bijvoorbeeld, gingen afgevaardigden uit alle Friese gebieden naar een upstalsboom om daar recht te spreken en besluiten te nemen. Ze kwamen dan een keer per jaar bij elkaar, op de dinsdag na pinksteren. Het is niet vreemd dat men op dinsdag vergaderde, dinsdag heette vroeger dingsdag en het woordje 'ding' uit dingsdag verwijst naar een soort Germaanse rechtbank.
In het ambt Neder-Betuwe werd er jaarlijks op dinsdag vier weken na pasen en op de dinsdag na Sint Victor (10 oktober) in Kesteren recht gesproken en in Zoelen op de vrijdagen in dezelfde weken. Dat dit ook op een vrijdag gebeurde, heeft ermee te maken dat de linde bij de Germanen gewijd werd aan godin Freya (waar de naam vrijdag vanaf stamt). Onder de linde werd er bij de Germanen recht gesproken en dus heette de linde bij de Germanen dan ook de 'rechtsboom' of de 'dingsboom'. De boom in het wapen symboliseert dus de rechtspraak, die bij de rechten van een heerlijkheid hoorde.

## Verwante wapens

Het dorpswapen van Bavel
Het wapen van Nieuw-Ginneken, thans dorpswapen van Ginneken
Het wapen van Kesteren
Het wapen van de familie Van Arkel en het Land van Arkel
Het wapen van de voormalige gemeente Arkel
Het wapen van Huissen

Aalst · 
Ammerzoden · 
Angerlo · 
Appeltern · 
Batenburg · 
Beesd · 
Beltrum · 
Bemmel · 
Bergharen · 
Bergh · 
Beusichem · 
Borculo · 
Brakel · 
Buurmalsen · 
Deil · 
Didam · 
Dinxperlo · 
Dodewaard ·
Doornspijk ·
Dreumel ·
Driel ·
Echteld ·
Eibergen ·
Elst ·
Est en Opijnen ·
Everdingen ·
Ewijk ·
Gameren ·
Geesteren · 
Geldermalsen · 
Gendringen · 
Gendt ·
Groenlo ·
Groesbeek ·  
Haaften ·
Hedel ·
's-Heerenberg ·
Heerewaarden ·
Hemmen ·
Hengelo ·
Herwen en Aerdt ·
Herwijnen ·
Heteren ·
Heukelum ·
Hoevelaken ·
Horssen ·
Huissen ·
Hummelo en Keppel ·
Hurwenen  ·
Kerkwijk ·
Keppel ·
Kesteren ·
Laren · 
Lichtenvoorde ·
Lienden ·
Lingewaal · 
Maurik ·
Millingen aan de Rijn ·
Nederhemert ·
Neede ·
Neerijnen ·
Netterden ·
Niftrik ·
Nijbroek ·
Ophemert ·
Overasselt ·
Pannerden ·
Poederoijen · 
Renkum ·
Rijnwaarden ·
Rossum ·
Ruurlo ·
Steenderen ·
Terborg ·
Twello ·
Ubbergen ·
Valburg ·
Varik ·
Vorden ·
Vuren ·
Waardenburg ·
Wadenoijen ·
Wamel ·
Wehl ·   
Warnsveld ·
Wisch ·
Zeddam ·
Zelhem ·
Zoelen ·
Zuilichem 

Dorps-, heerlijkheids- en stadswapens: 

Acquoy 
· Baak 
· Barlham 
· Bredevoort 
· Doreweerd 
· Elden
· Enspijk 
· Gellicum 
· Groessen 
· Hakfort 
· Hellouw 
· IJzendoorn 
· Kell  
· Lede en Oudewaard 
· Lichtenberg 
· Loil 
· Maasbommel 
· Meijnerswijk 
· Meteren 
· Middagten 
· Rhenoy 
. Rumpt
· Tricht 
· Verwolde 
· Wildenborch
Aagtekerke
· Baak
· Bennebroek
· Blitterswijk
· Cadier
· Cleverskerke
· De Vuursche
· Dorenweerd
· Geersdijke
· Hemmen
· Hensbroek
· Hoogkerk, Leegkerk en Dorkwerd
· Kattendijke
· Kerkwijk
· Laag Nieuwkoop
· Lede en Oudewaard
· Lichtenberg
· Limmen
· Nederveen-Cappel
· Oostwaard
· Oostcapelle
· Poortvliet
· Sint Philipsland
· Verwolde
· Wanssum
· Westervoort
· Wisch
· Wiskerke
· Zaanen